# Strange Corner
Strange Corner è una band hardcore punk, formatasi a Vicenza nel 1993.

## Storia del gruppo
La band, nasce nel 1993 a Vicenza. Nel marzo del 1995 esce il loro primo demotape Strange Corner (500 copie vendute in breve tempo). Nell'autunno stesso anno pubblicano per l'etichetta Blu Bus di Aosta (la stessa dei Kina) il singolo Animal Rage. Negli anni a seguire oltre che ai numerosi concerti nella penisola escono altri singoli su varie compilations nazionali ed estere.
Nel 1998, dopo avere raggiunto una maturità ed una stabilità musicale i quattro componenti del gruppo decidono di registrare a Torino il loro primo album, per l'etichetta biellese Vacation House (Indigesti, Sottopressione, Right in Sight), intitolato Schism. Grazie a delle ottime recensioni questo album porta la band vicentina a svolgere un tour europeo toccando Austria, Slovenia, Slovacchia, Ungheria, Repubblica Ceca, Romania, Germania, Svizzera, Belgio, Paesi Bassi, Lussemburgo, Polonia, Danimarca e Francia.
Nel 2000 esce uno split album con la band tedesca The Four Sivits. Quella volta il numero di copie arriva oltre un migliaio.
Nel 2001 la band registra un nuovo album intitolato The Flight, edito dalla Beach Records di San Francisco, seguito da una tournée di 17 date negli Stati Uniti toccando ben dieci Stati nella East Coast. L'anno successivo lo stesso album esce in Italia sempre per la Vacation House ma con titolo, Price to Pay, e copertina diversi rispetto alla versione americana.
Nel 2006 comincia a nascere il nuovo album, che è registrato presso il Green Villas studios di Vicenza e mixato da Jacob Bredhal presso gli Smart and Hard Studios in Danimarca, pubblicato nell'ottobre del 2008 con il titolo Human Society per l'etichetta inglese Casket/Copro Records, nel quale ci saranno cinque brani cantati in italiano e dove si iniziano a sentire influenze metal mischiarsi all'hardcore presentato fin d'ora; il disco evidenzia una notevole maturazione nella tecnica, con nuove influenze sonore, con brani strutturalmente più complessi e ricercati.
Nel marzo del 2010 entrano nuovamente in studio, all'Hate Recording Studios, per dar vita al quarto album che uscirà nell'aprile dell'anno dopo dal titolo Tutto In Un Momento sotto la Hot Steel Records. In questo disco si sente un notevole passo in avanti nel sound che si fa decisamente più aggressivo, negli arrangiamenti e l'intera linea vocale è in italiano, scelta che ancora una volta dà molto lustro alla band.
Nell'aprile del 2013 e nel ventesimo anno di attività tornano all'Hate Recording Studios per registrare il quinto album dal titolo XX, sempre per Hot Steel Records, decisamente il miglior disco fin qui realizzato, Metalcore tiratissimo e potente ancora una volta interamente cantato in italiano, che esce nel settembre dello stesso anno seguito dal videoclip La Vita Non È Mai Un Gioco, un divertente collage di facce della scena underground vicentina. In seguito alla pubblicazione dell'album, la band si scioglie.

## Formazione
- Alessandro Farinati - voce (dal 1993)
- Emanuele Zilio - chitarra (dal 1993)
- Andrea Bruttomesso - basso (dal 1997)
- Jacopo Carlotto - chitarra (dal 2007)
- Claudio Cappello - batteria (dal 1993)

## Discografia
Album in studio
- 1998 - Schism
- 2002 - Price To Pay
- 2008 - Human Society
- 2011 - Tutto in un momento
- 2013 - XX

Split
- 2000 - ...Solo Pensieri/Olde Stuff, Olde Style (con The 4 Sivits)

## Video
- 2013 - La Vita Non È Mai Un Gioco